# План перемоги України
У жовтні 2024 року президент України Володимир Зеленський представив План перемоги України, що мав завершити російсько-українську війну та описати подальші безпекові гарантії для України. Мета плану — «змінити обставини так, щоб Росія була примушена до миру». Складається з п'яти пунктів: геополітичного, двох військових, економічного та безпекового. Пункти 2–4 плану доповнені трьома таємними додатками, що були представлені лідерам США, Німеччини, Франції, Великої Британії та Італії.

## Пункти
1. Запрошення України до НАТО до завершення російсько-української війни — передбачає геополітичну визначеність у Європі. Це стане свідченням рішучості українських партнерів (головним чином ключових гравців Євроатлантики) і покаже, як партнери бачать Україну у майбутній оновленій архітектурі континентальної безпеки[5][6][7].
2. Зміцнення обороноздатності — передбачає посилення українських позицій на території Росії, щоб уникнути створення буферних зон на території України та зняття обмежень щодо ударів по території агресора; посилення протиповітряної оборони до достатнього рівня захисту та спільні захисні операції із сусідніми державами у межах доступу їх повітряного щита; доступ до супутникових розвідувальних даних партнерів в реальному часі; незворотне посилення позицій Сил оборони та безпеки України та знищення наступального потенціалу Росії на окупованій території України[5][6][7].
3. Стримування — передбачає розміщення на території України комплексного неядерного стратегічного пакету стримування збройної агресії та звуження військових можливостей Росії[5][6][7].
4. Стратегічний економічний потенціал — передбачає інвестиції міжнародних партнерів у видобуток критично важливих природних ресурсів, таких як уран, титан, літій, графіт.
5. Безпека — план безпеки розрахований на післявоєнний час. Президент України припустив, що у разі згоди, українські підрозділи зможуть замістити окремі військові контингенти США, що дислоковані в Європі.

29 жовтня 2024 року за повідомленням газета The New York Times з посиланням на високопоставлених чиновників США Пакет неядерного стримування, про який повідомив президент Володимир Зеленський у Плані перемоги, передбачає передачу Україні далекобійних крилатих ракет Tomahawk.  В інтерв’ю представникам провідних ЗМІ під час поїздки до країн Північної Європи президент Володимир Зеленський розповів про те, що означає приєднання північнокорейських солдатів до участі в російській агресії проти України, а також про важливість спільної сильної реакції світу на це. Він також підтвердив, в “плані перемоги” Україна просила далекобійне озброєнням, зокрема, крилаті ракети “Томагавк”, але це була конфіденційна інформація, і адміністрація президента США допустила витік.

## Реакції
- Франція заявила, що цілком підтримує план перемоги України[12].
- Німецький канцлер Олаф Шольц не підтримує ідею запрошення України в НАТО[13].